# Ciechno
Ciechno – część miasta Goleniów, przy ulicy Stargardzkiej, w pobliżu przystanku kolejowego Ciechno.
Ciechno to także obręb ewidencyjny, w granicach którego znajdują się m.in. kolonia Żółwia i Jezioro Goleniowskie.